# Steinitzer Wald
Der Steinitzer Wald (tschechisch Ždánický les) ist ein Höhenzug in Südmähren, Tschechien. Er bildet den südwestlichen Teil der Mittelmährischen Karpaten.

## Geographie
Der Steinitzer Wald erhebt sich zwischen Bučovice, Koryčany, Ždánice und Hustopeče. Er hat eine Ausdehnung von 470 km² und eine mittlere Höhe von 270,7 m. ü. M. Die höchste Erhebung ist die U Slepice (438 m). Weitere bedeutsame Kuppen sind Písečná (374 m), Nové hory (414 m), Na hradisku (399 m), Rádlovec (425 m), Prostřední vrch (416 m) und Přední kout (410 m).
Gegen Norden bildet das Tal der Litava (Leitha) die natürliche Grenze zur Litenčická pahorkatina. Östlich trennt das Tal der Kyjovka den Steinitzer Wald vom Marsgebirge. Nach Südosten schließt sich das Hügelland Kyjovská pahorkatina an; südlich liegt das Dolnomoravský úval. Im Westen fällt der Höhenzug zur Thaya-Schwarza-Talsenke ab. Untereinheiten bilden die Boleradická vrchovina, Dambořická vrchovina und Hustopečská pahorkatina.
Die Pflanzenwelt des Steinitzer Waldes, besonders der tieferen Lagen südlich und südwestlich des geschlossenen Waldgebietes, ist durch zahlreiche pannonische Arten geprägt, die weiter westlich nur selten oder gar nicht mehr vorkommen.
Im Steinitzer Wald befinden sich u. a. das Naturschutzgebiet U Vrby und das Naturschutzdenkmal Baračka.
Seit 1968 ist eine Fläche von 68 km² als Naturpark Ždánický les geschützt.